# Thần thánh hóa

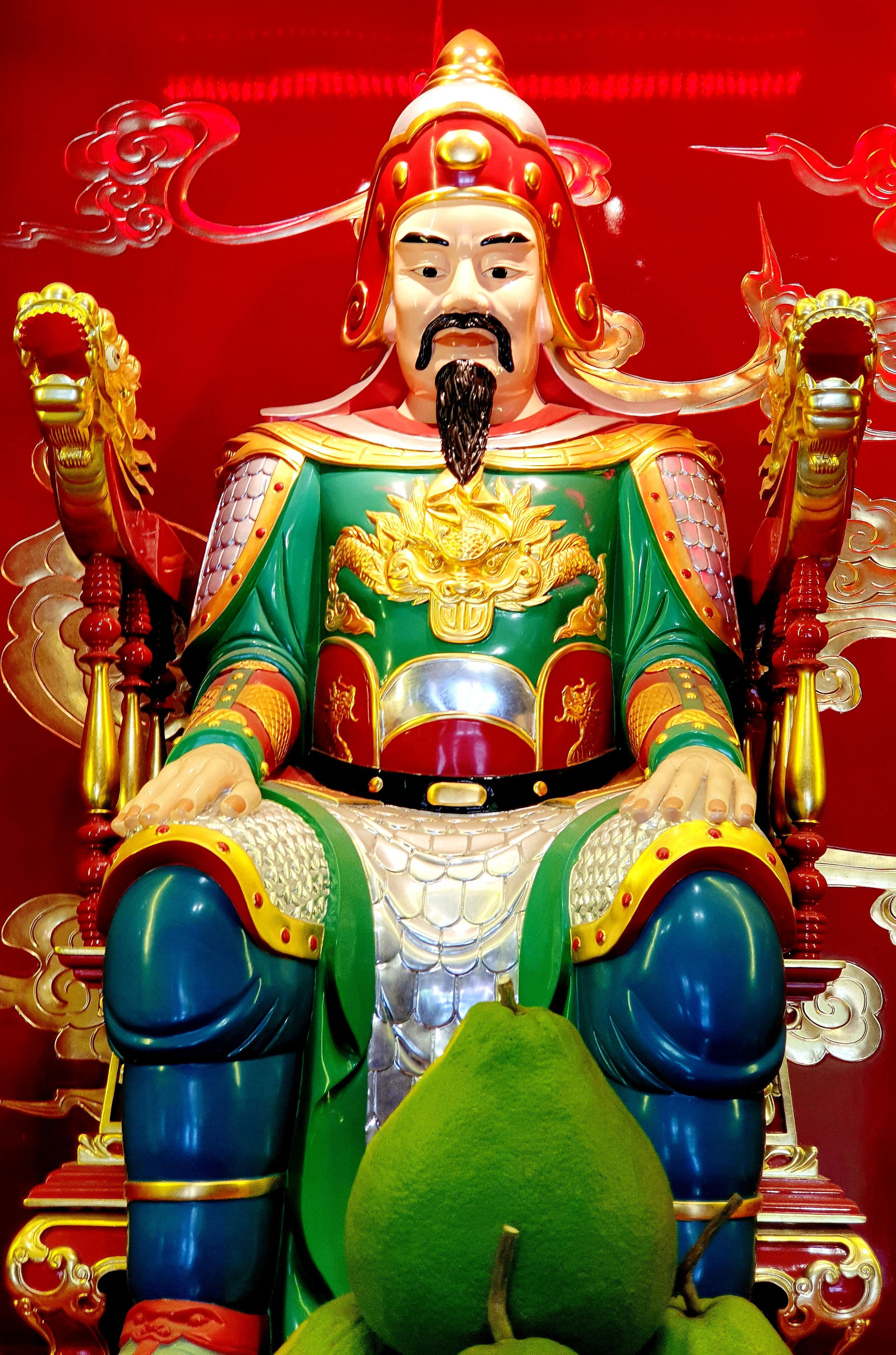
Tượng thờ Đức Trần Hưng Đạo tại Tu viện Vĩnh Nghiêm. Đức Hưng Đạo Vương đã được nhân dân Việt Nam phong thần và thờ cúng trong Đạo Mẫu Tứ Phủ

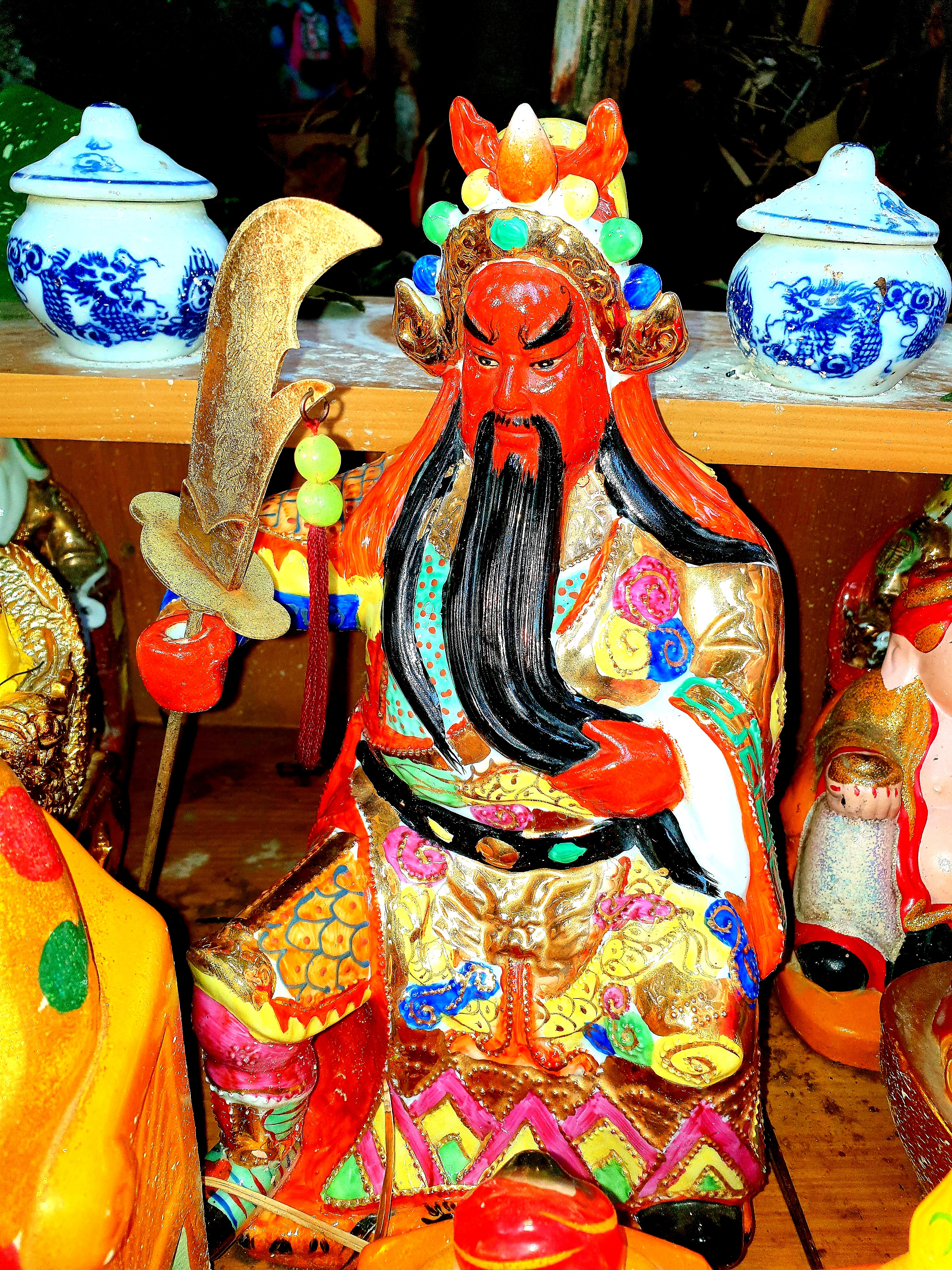
Nhân vật Quan Vũ được người Hoa phong thánh và tôn thờ với danh xưng Quan Thánh Đế Quân

Thần thánh hóa (Apotheosis có nguồn gốc từ tiếng Hy Lạp cổ đại là ἀποθέωσις/apothéōsis, và từ ἀποθεόω/ἀποθεῶ/apotheóō/apotheô nghĩa là thần thánh hóa) còn được gọi là phong thần, phong thánh, thiêng hóa (từ tiếng Latinh: deificatio tức là làm nên thần thánh) là sự tôn vinh, tôn sùng, tôn thờ một chủ thể lên các cấp độ thần thánh và thường là cách đối xử với con người, bất kỳ sinh vật sống nào khác hoặc một ý tưởng trừu tượng giống như một vị thần. Thuật ngữ này có ý nghĩa trong thần học, khi nó đề cập đến một niềm tin, và trong nghệ thuật, khi nó đề cập đến một thể loại thủ pháp nghệ thuật. Trong thần học, Apotheosis hay thánh hóa đề cập đến ý tưởng rằng một cá nhân đã được nâng lên tầm vóc thần thánh. Trong nghệ thuật, thuật ngữ này đề cập đến việc xử lý bất kỳ chủ đề nào theo một cách đặc biệt hoành tráng hoặc cao siêu. 

## Lịch sử
Trong thời kỳ Hy Lạp cổ đại, nhà lãnh đạo đầu tiên tự phong thần cho mình là Philip II của Macedon. Tại đám cưới của ông với người vợ thứ sáu, hình ảnh đăng quang của Philip được rước giữa các vị thần của các vị thần Olympic, sự thị phạm của ông tại Aigai đã trở thành một phong tục, truyền đến các vị vua Macedonian, những người sau này được tôn thờ ở Châu Á Hy Lạp và lưu truyền cho đến Julius Caesar và các vị hoàng đế La Mã. Cho đến cuối thời kỳ Cộng hòa, vị thần Quirinus là người duy nhất được người La Mã chấp nhận là đã trải qua sự phong thần và đồng nhất với Romulus.
Ở Trung Quốc, tiểu thuyết Phong thần xuất hiện vào thời nhà Minh đề cập nhiều đến truyền thuyết phong thần, nhiều người phàm đã được phong thần và được thờ theo Đạo giáo, chẳng hạn như Quan Vũ (Quan Thánh Đế Quân), Thiết Quải Lý và Phàn Khoái. Tướng quân Nhạc Phi của nhà Tống được phong thần vào thời nhà Minh. Tại Triều Tiên, Nhà sáng lập Triều Tiên là Kim Nhật Thành (Kim Il-Sung) đã tạo được sự sùng bái cá nhân như thần thánh. Nhà lãnh đạo quá cố của Bắc Triều Tiên Kim Nhật Thành là đối tượng chính của sự sùng bái cá nhân của Bắc Triều Tiên, trong đó ông được đối xử tương tự như một nhà lãnh đạo được tôn thờ rầm rộ, với những bức tượng và tượng đài dành riêng cho vị "Chủ tịch vĩnh viễn", lễ kỷ niệm ngày sinh của ông diễn ra thường niên. Ở Việt Nam, nhiều vị anh hùng dân tộc và danh nhân cũng được nhân dân phong lên hàng thánh như Đức Thánh Trần (Trần Hưng Đạo), Đức Thánh Nguyễn.